# Sungai Tabir
Sungai Tabir is een bestuurslaag in het regentschap Merangin van de provincie Jambi, Indonesië. Sungai Tabir telt 304 inwoners (volkstelling 2010).